# 欽定訳聖書
欽定訳聖書（きんていやくせいしょ）は、国王の命令によって翻訳された聖書である。複数あるが、単に「欽定訳」（Authorized Version）と言った場合は、とくに「ジェイムズ王訳」（King James Version）として名高い、1611年刊行の英訳聖書を指す。
イングランド王ジェームズ1世がイングランド国教会の典礼で用いるための聖書の標準訳を求め、王の命令で翻訳されたためにこの名がある。欽定訳は19世紀末に至るまでイングランド国教会で用いられた唯一の公式英訳聖書である。また、荘厳で格調高い文体から、口語訳の普及した現在も多くの愛読者を保ち続けている。
ヘブライ語およびギリシア語原典から訳したと序文にはあるが、実際にはウィリアム・ティンダルら先行する英語翻訳にかなりの部分で依拠していることが指摘されている。
なお、現在欽定訳聖書として市場に出回っているものの多くは、1769年に綴りなどが修正されたもので、オリジナルではない。

## 1611年版
上記のように現在普及しているのは後に修正されたものであるが、数多くの学術本や一部の聖書出版を手がけているHendrickson Publishersや、新欽定訳聖書を出版しているThomas Nelson incなどでは過去に1611年版（聖書本文は現代人に読みやすいよう、ブラックレターからローマン書体に置き換えられている）を出版している。
2011年5月2日に欽定訳聖書は初版刊行から400年を迎えたが、それに先立ち多くの聖書出版社から400周年記念版が刊行された。

## 関連書籍
- 橋本功 『聖書の英語：旧約原典からみた』 英潮社、1996年、ISBN 978-4268002549